# Sitio de Tobruk
El Sitio de Tobruk tuvo lugar entre el 10 de abril y el 27 de noviembre de 1941, durante la campaña del Desierto Occidental de la Segunda Guerra Mundial. Una fuerza aliada, compuesta principalmente por la 9.ª División Australiana, comandada por el teniente general Leslie Morshead, fue asediada en el puerto norteafricano de Tobruk por fuerzas alemanas e italianas. Los tenaces defensores rápidamente fueron conocidos como las "Ratas de Tobruk". Tras 231 días, fueron finalmente relevados por el Octavo Ejército británico.
A finales de 1940, los Aliados derrotaron al 10.º Ejército italiano durante la Operación Compass (9 de diciembre de 1940 - 9 de febrero de 1941) y atraparon a los remanentes en Beda Fomm. El 22 de enero de 1941, la guarnición italiana de Tobruk se rindió. Sin embargo, a principios de 1941, gran parte de la Fuerza Británica del Desierto Occidental fue enviada a las campañas de Grecia y Siria-Líbano, dejando solo una fuerza mínima con escasez de equipo y suministros.
Adolf Hitler se sintió obligado a enviar refuerzos, comandados por el Teniente General Erwin Rommel, para rescatar a su derrotado aliado italiano Benito Mussolini. Rommel lanzó la Operación Sonnenblume (6 de febrero - 25 de mayo de 1941), haciendo retroceder a los Aliados a través de Libia italiana hasta la frontera con Egipto. Sin embargo, Tobruk resistió, privando a Rommel de un puerto de suministro más cercano a la frontera entre Egipto y Libia que Bengasi, 900 km al oeste de la frontera egipcia. El asedio del Eje a Tobruk comenzó el 10 de abril y continuó a pesar de dos intentos fallidos de socorro aliados: la Operación Brevity (15-16 de mayo) y la Operación Battleaxe (15-17 de junio). La guarnición rechazó varios ataques del Eje. El puerto fue bombardeado frecuentemente por artillería, bombarderos en picado y bombarderos medianos, mientras que la Real Fuerza Aérea realizó misiones defensivas desde aeródromos lejanos en Egipto. Las fuerzas navales aliadas, como la Flota Británica del Mediterráneo (incluida la Escuadra Costera), resistieron el bloqueo, transportando refuerzos y suministros, y sacando a los heridos y prisioneros. Finalmente, la Operación Crusader (18 de noviembre - 30 de diciembre) logró levantar el asedio.
Sin embargo, la caída de Tobruk en manos del Eje se produciría finalmente en junio de 1942 como consecuencia de la batalla de Gazala; aunque solo para volver a manos aliadas tras la Segunda Batalla de El Alamein a fines del mismo año.

## Antecedentes
Inicialmente, Tobruk era una base y puerto estratégicos de la Libia italiana. Después de la entrada en guerra de Italia en junio de 1940, las tropas del 10.º Ejército cruzaron la frontera e invadieron Egipto, un protectorado británico que se preveía débilmente defendido por el Ejército colonial británico. No obstante, la ofensiva italiana se estancó y a finales de año los británicos lanzaron la Operación Compass que les llevó a infligir una serie de importantes derrotas a los Ejércitos de Mussolini. Después de la caída de Bardia, los británicos ocuparon Tobruk y a principios de febrero de 1941 habían ocupado Bengasi y buena parte de la Cirenaica, lo que supuso un gran desastre militar para Mussolini.
Hitler se vio obligado al envío de refuerzos militares (Operación Sonnenblume), lo que acabaría constituyendo el Afrika Korps dirigido por Erwin Rommel. A finales de marzo las nuevas tropas alemanas desembarcadas en Libia contraatacaron; y aprovechando la atención británica hacia los combates en Grecia, se dirigieron hacia la frontera egipcia.

## Resumen

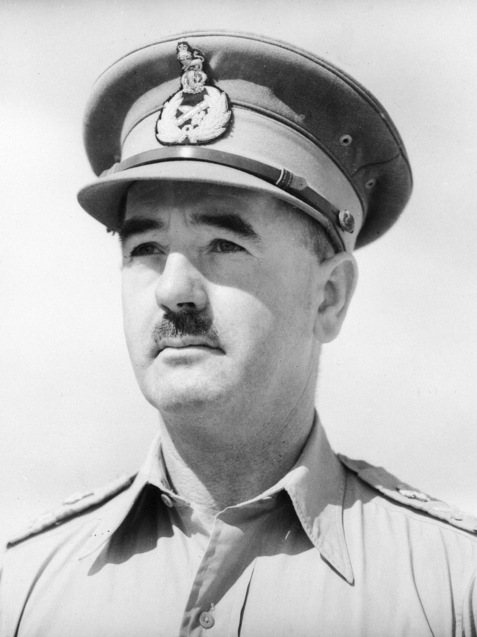
General australiano Leslie Morshead

El sitio fue iniciado por las Fuerzas del Eje a la guarnición aliada que defendía el vital puerto de Tobruk, en el este de Cirenaica. Empezó el 10 de abril de 1941 cuando el Afrika Korps al mando del ya reconocido Erwin Rommel empujó a los británicos más allá de Tobruk, dejando a sus defensores aislados.
El general al mando de la 9.ª División australiana que defendía el puerto era sir Leslie Morshead, a quien el general Archibald Wavell le había asegurado que el sitio sería levantado en ocho semanas, pero duró ocho meses. Justo antes de empezar la Operación Crusader, la 70.ª División de Infantería británica y la Brigada Polaca de los Cárpatos reemplazaron a los exhaustos hombres de Morshead. La Marina Real Británica fue fundamental para el mantenimiento de la defensa de Tobruk, suministrando municiones y provisiones.
Anteriormente se habían realizado dos infructuosos intentos de levantar el cerco durante las Operaciones Brevity y Battleaxe, que se saldaron en rotundos fracasos para los Aliados. Finalmente, el sitio fue levantado con la retirada de las tropas del Eje el 27 de noviembre, durante la Operación Crusader. Después de recuperarse de su derrota, a comienzos de 1942, Rommel contraatacó y después de la Batalla de Gazala finalmente logró conquistar Tobruk.

## Desarrollo

### Operación Compass

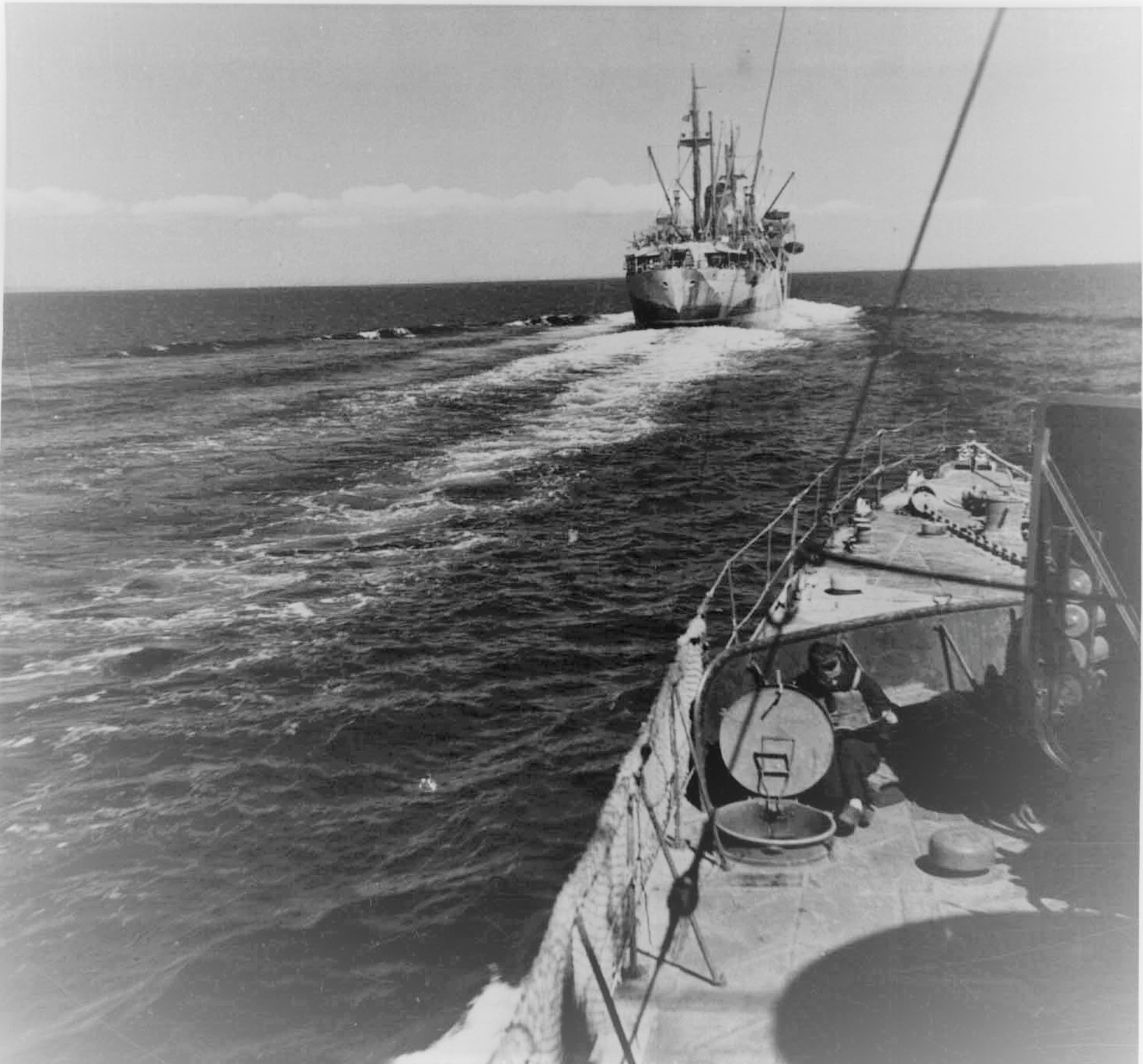
Uno de los muchos convoyes italianos que se dirigen al norte de África.

A principios de 1941, las fuerzas británicas participaron en la operación Compass, un intento de expulsar a los italianos de África del norte. El 21 de enero de 1941, la 6.ª División australiana hizo un asalto para capturar el puerto de Tobruk, el cual tenía uno de los pocos buenos puertos entre Alejandría y Trípoli. El ejército italiano fue incapaz de soportar una resistencia efectiva. El comandante italiano, el general Petassi Manella, fue hecho prisionero después de 12 horas de batalla, y 24 horas más tarde, las tropas australianas habían limpiado la resistencia restante. 
Los australianos perdieron 49 hombres y tuvieron 306 heridos, mientras que lograron capturar 27.000 soldados italianos, 208 armas de fuego y 28 tanques. También fueron capturados muchos camiones reparables y una gran cantidad de suministros (el ejército italiano se disponía a avanzar hacia Egipto). Los italianos habían construido algunas defensas impresionantes, incluyendo un perímetro de pozos de hormigón. Al final de la primera semana de febrero, la Operación Compass había resultado en la expulsión de las fuerzas italianas de Cirenaica y en la rendición del ejército italiano.

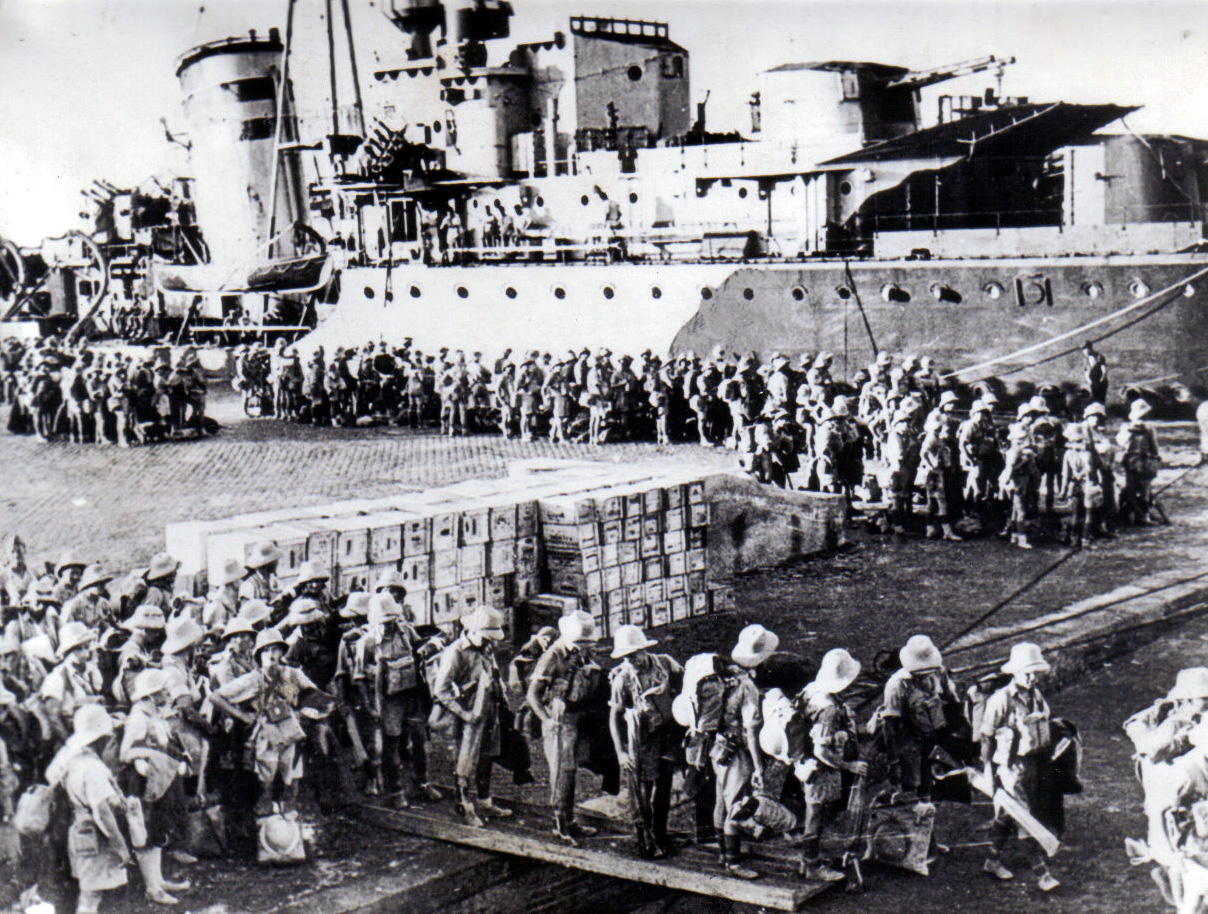
La Brigada de los Cárpatos polaca llega a Tobruk desde Alejandría.

Sin embargo, los aliados fueron incapaces de aprovechar su victoria. Con los italianos cerca de colapsar, Winston Churchill ordenó alto mando británico detener la ofensiva para permitir que muchas de las unidades más experimentadas de Richard O`Connors y su XIII cuerpo fueran trasladadas para luchar en la batalla de Grecia. La  6.ª División australiana y la División de Nueva Zelanda, muy capacitadas y bien equipadas, se retiraron de Egipto y el desierto occidental para ir a Grecia. Mientras tanto, los tanques de la 7.ª División después de ocho meses de lucha necesitaba una revisión completa por lo que se retiró a El Cairo y dejaron de estar disponibles como una formación de combate. 
El XIII Cuerpo fue herido hasta estar inactivo y O'Connor se convirtió en el comandante de las tropas británicas en Egipto (El Cairo), mientras que el teniente general Sir Henry Maitland Wilson se convirtió en gobernador militar de Cirenaica antes de salir al mando de la fuerza expedicionaria en Grecia. Cirenaica se quedó con solo la segunda División (inexperta) y bajo en fuerza blindada (cuyos tanques también se encontraban en estado mecánico pobre) y la 9.ª división australiana recién llegada (y solo entrenada en parte). La 6.ª División de Infantería británica estaba formándose a partir de varios batallones en Egipto, pero no tenía artillería ni armas de apoyo, mientras que el grupo de brigada polaca aún no estaba totalmente equipado.
La posición de los aliados en la Cirenaica se vio obstaculizada por dificultades en el suministro causadas por ataques aéreos sobre Bengasi. Despojados de antiaéreos y de las defensas que se habían enviado a Grecia, el puerto había llegado a ser tan peligroso para los barcos aliados que, en la tercera semana de febrero, se cerró y las unidades de vanguardia se suministraron desde Tobruk, que estaba a 320 kilómetros al este. Como resultado de ello, prácticamente todos los vehículos disponibles tenían que estar siendo usados para el transporte de suministros, comprometiendo la movilidad de las unidades de combate. 
Mientras tanto, los alemanes habían empezado a concentrar en África las dos divisiones del Afrika Korps bajo el mando de Erwin Rommel en un intento por evitar el colapso total de las fuerzas italianas. El Alto Mando británico ignoró la evidencia circunstancial de la presencia de las unidades alemanas en Libia pero, sin agentes de inteligencia para confirmar esto y con todos los aviones disponibles para reconocimiento de largo alcance comprometido en Grecia, dieron por hecho que un ataque enemigo era improbable hasta mediados de abril o mayo, posiblemente.

### Rommel toma la iniciativa

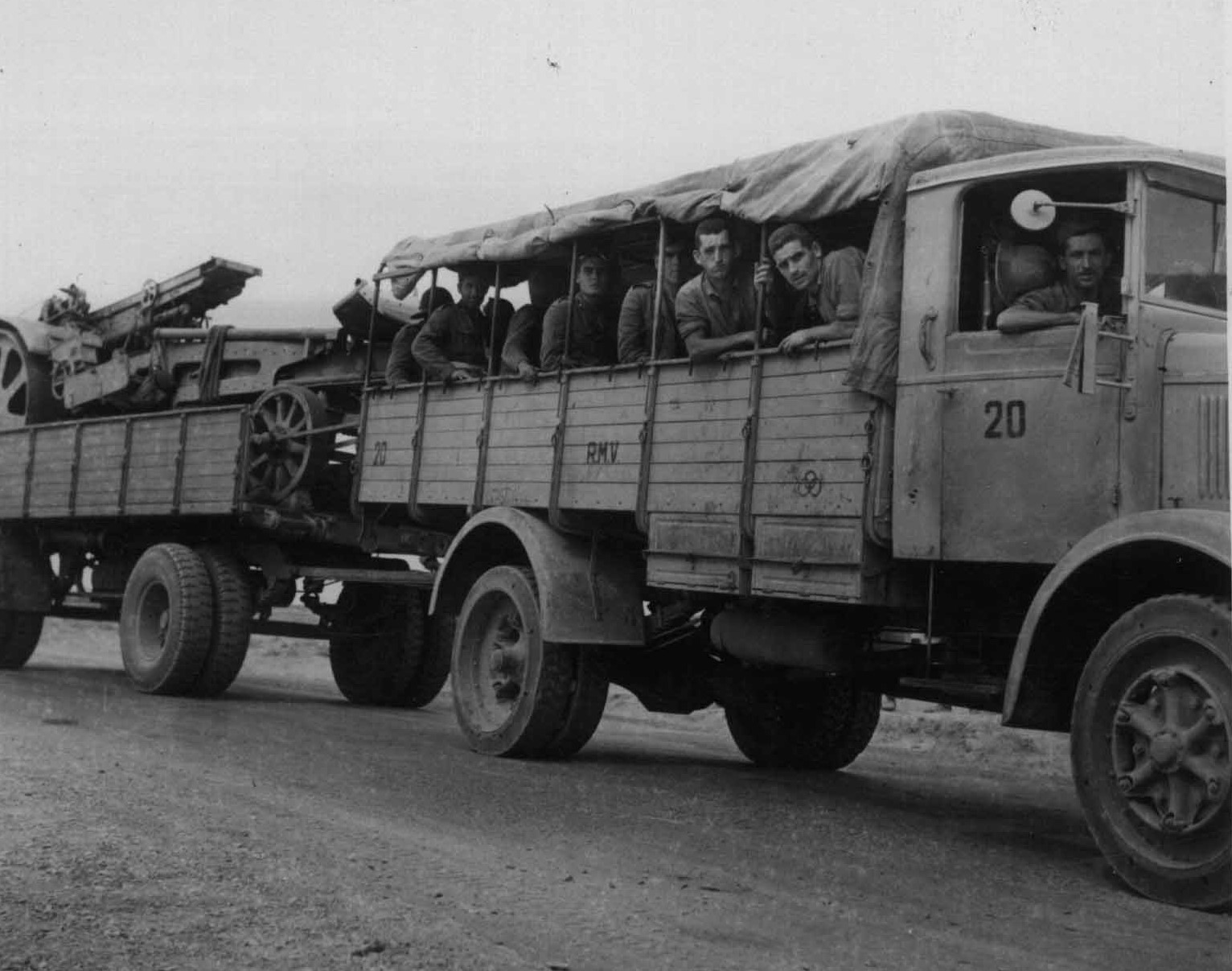
Tropas y armas italianas en camino a Tobruk, 1941.

El 24 de marzo Rommel avanzó con el Afrika Korps. La 2ª División acorazada británica cayó ante el avance del Eje con la intención de flanquear el avance enemigo a lo largo de la costa de Bengasi mientras que bloquea cualquier movimiento hacia Mechili. Sin embargo, el 3 de abril el comandante mayor general Gambier Parry recibió de la división un informe de que una gran fuerza blindada enemiga avanzaba en su dirección. Los tanques de la Brigada blindada de la 3.ª división británica se trasladaron a sus bases y descubrió que toda la gasolina había sido destruida para evitar que el enemigo lo usase a su favor. 
A partir de entonces, las actividades de la brigada fueron casi totalmente dictadas por la falta de combustible. La brigada podía alinear solo 12 tanques de crucero, 20 tanques ligeros y 20 tanques italianos capturados. La unidad mecánica más importante recibió la orden de retirarse a Mechili y unirse con la 3.ª Brigada Motorizada. Sin embargo, durante un período de confusión causada por fallas en la comunicación y los ataques aéreos del Eje que destruyeron con éxito camiones de combustible y de radio. El cuartel general de la división llegó a Mechili el 6 de abril, pero la brigada de tanques, a falta de combustible, se dirigió a Derna donde fue posteriormente emboscada y capturada.
Como resultado de estos acontecimientos, las rutas tanto a Bengasi como a Mechili fueron descubiertas. Los elementos de la 17.ª y 27.ª Divisiones empujaron sus unidades mecanizadas y motorizadas a través del país, después de que los tanques británicos se retiraran. El 6 de abril, las principales columnas Bersaglieri de la División italiana Ariete alcanzaron Mechili. El 8 de abril el mayor general John Lavarack, comandante de la séptima división de infantería australiana fue puesto al mando temporal de todas las tropas en la Cirenaica con la tarea principal de defender Tobruk para ganar tiempo para la organización de la defensa de Egipto.
La fuerza aliada en Mechili consistió en la 2.ª División de la Sede (principalmente vehículos no blindados), la 3.ª Brigada Motorizada y elementos de otras unidades, incluyendo algunos cañones de la Artillería Real Montada. Lucharon en defensa de Mechili pero el 8 de abril Gambier-Parry se rindió al general Pietro Zaglio de la División de Pavia. Entre 2.700 y 3.000 soldados británicos y australianos fueron capturados en Mechili después de que un intento de fuga fuese disuelto por los batallones Fabris del Ariete y Montemurro Bersaglieri. Solo los grupos pequeños lograron escapar.
El plan de ataque inicial de Rommel era que sus tanques barrieran la parte oriental alrededor de Tobruk y el ataque de la carretera a Bardia, para cortar el acceso a la ciudad de El Cairo. Sin embargo, con el deseo de mantener el impulso de acercarse a Tobruk, se ordenó al general Heinrich von Prittwitz und Gaffron, comandante de la recién formada 15.ª División Panzer, tomar los tres batallones de su división (su reconocimiento, ametralladoras y antitanques) y atacar Tobruk directamente desde el oeste a lo largo de la carretera de Derna. Rommel esperaba que las fuerzas aliadas se derrumbaran bajo este ataque. Sin embargo, las dos brigadas australianas que estaban al oeste de Tobruk (20.ª y 26.ª) habían logrado retirarse a Tobruk y se colocaron en posición fuera del perímetro, mientras que las recién llegadas 24.ª y 8.ª Brigadas de Infantería australiana (que habían sido de guarnición), sostenían posiciones defensivas en el mismo.

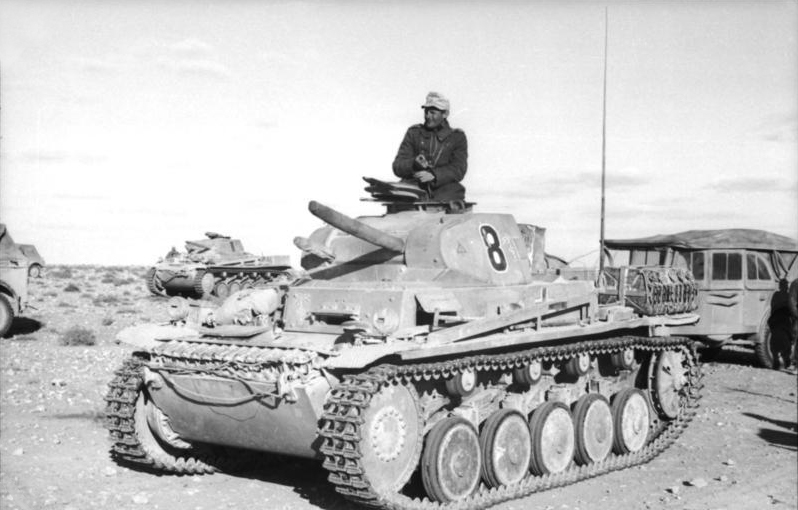
Un tanque Panzer II alemán, con un cañón de 20mm y una ametralladora en una torreta giratoria.

Los soldados del Batallón de Infantería vieron tres vehículos blindados y los primeros disparos del asedio fueron utilizando dos cañones capturados de la campaña italiana para el que solo habían tenido entrenamiento de una semana. Los coches se retiraron rápidamente. A medida que los tanques se acercaron a un puente que cruzaba una rambla en el perímetro de Tobruk, los australianos lo volaron. Cuando von Prittwitz instó a su conductor de coche personal para llevarlo a través de la rambla y hacia los australianos, sus hombres pidieron que se detuviera, pero él respondió que el enemigo se estaba alejando. El coche personal condujo por la línea de fuego de un cañón antitanque italiano de 47 mm capturado), cuyo artillero disparó, destruyendo el vehículo y matando a von Prittwitz y su conductor. Se produjo una escaramuza de tres horas tras la que los alemanes se retiraron.
Mientras tanto, los aliados continuaron trabajando en sus defensas, tales como alambre de púas, minas y otros obstáculos. El comandante de la 9.ª División australiana, el Mayor general Leslie Morshead, dividió el perímetro de 50 km de Tobruk en tres sectores. Sería el trabajo de sus tres brigadas de infantería australiana asegurar que estos no fueran atacados: la 26.ª obstaculizaría el sector occidental, la 20.ª estaría en el sur y la 24 en el este. La 18.ª Brigada Australiana se mantuvo en reserva. Morshead también ordenó que todos los cables de señal italianos fueran restablecidos. Quería saber lo que estaba pasando, y dónde, para poder ajustar sus fuerzas. También mantuvo una reserva de corredores en caso de que las líneas telefónicas se interrumpieran por el ataque alemán.
Con sus fuerzas reagrupadas, Rommel volvió a su plan original, enviar sus tanques alrededor de Tobruk por la carretera a Bardia. El 11 de abril Tobruk estaba rodeado por la 5.ª división en el este, el grupo de Prittwitz al sur y la División de Brescia se acercaba desde el oeste. El puerto seguía en manos de los Aliados.
Las fuerzas aliadas consistieron en tres brigadas de la 9.ª División de Infantería y la 18.ª Brigada de Infantería de la Segunda Fuerza Imperial australiana, que Archibald Wavell había desprendido de la séptima división de infantería australianas, así como 12.000 británicos, principalmente de la artillería real, unidades logísticas y también la 3.ª brigada acorazada con alrededor de 60 tanques funcionales y vehículos blindados, así como 1.500 soldados indios de la Propia Caballería del rey Edward. En total, hubo 36 mil bocas que alimentar en Tobruk de los cuales un tercio eran unidades de reserva, los prisioneros y los refugiados libios. Como el resto de las fuerzas de la Mancomunidad de Naciones (Commonwealth) habían caído en la frontera egipcia, Lavarack se retiró de Tobruk, dejando a Morshead al mando de la fortaleza.

## Ataques de Semana Santa

### El Adem

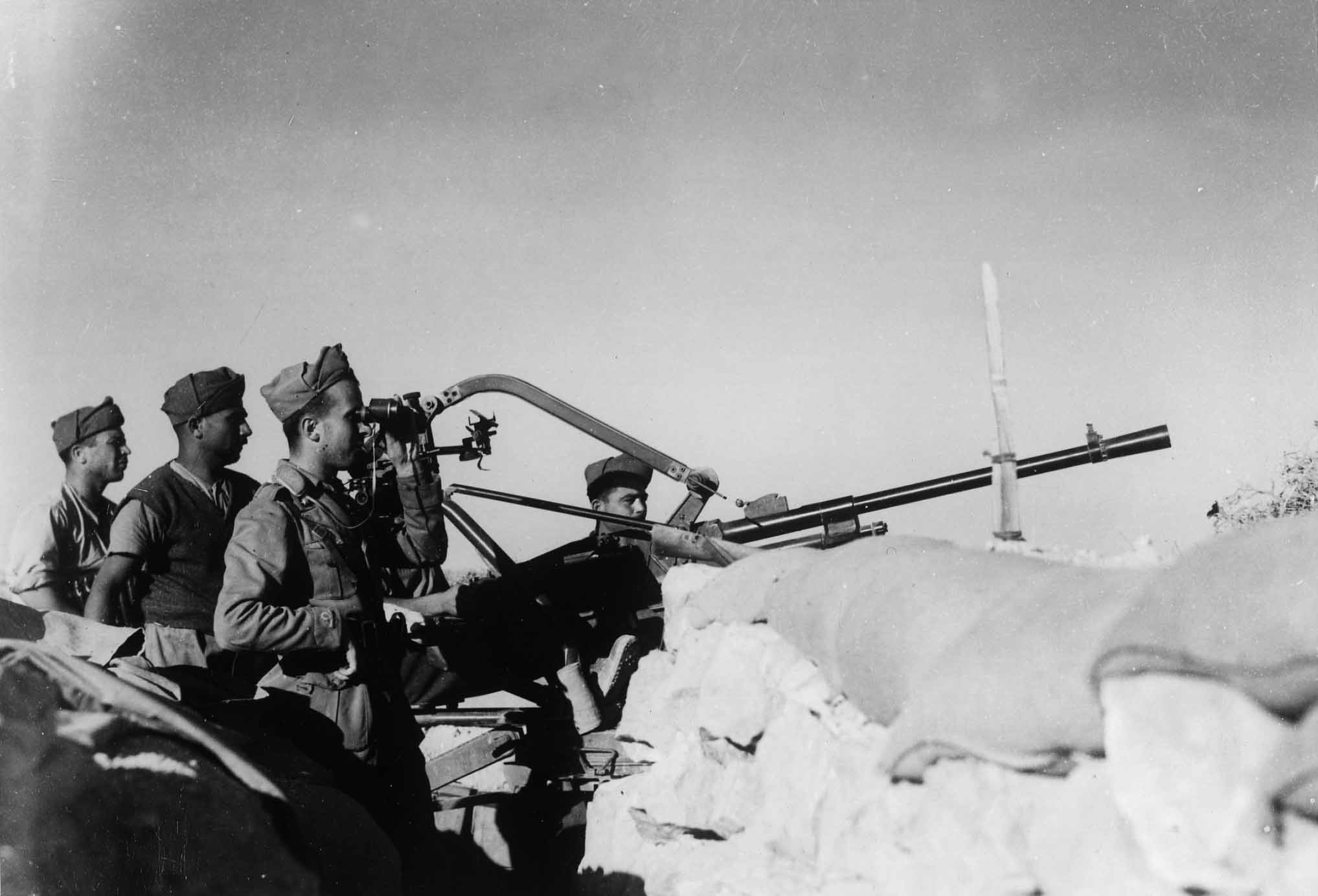
Artilleros italianos en posición en Tobruk.

Justo después del mediodía del 11 de abril de 1941, las fuerzas alemanas e italianas se posicionaron para un ataque concentrado en la ciudad. Para exagerar el tamaño de su fuerza y de infundir miedo en los defensores, se les ordenó hacer más polvo de lo normal. El quinto Regimiento Panzer de la División Ligera atacó primero para tratar de evaluar las defensas, avanzando contra el frente en poder de la 20.ª Brigada de Infantería australiana, al oeste de la carretera de El Adem. En una hora, cinco de los tanques alemanes fueron destruidos y los demás se retiraron. A las 15:00 horas, los hombres del 2.ª  Batallón vieron acercarse a unos 400 soldados alemanes. El fuego defensivo de los australianos obligó a los alemanes a retirarse, llevando a sus muertos y heridos con ellos.
A las 16:00 horas, una formación de 700 alemanes vio la oportunidad de lanzar un ataque a su posición. Los australianos fueron superados en número y en potencia de fuego los cuales solo contaban con dos cañones Bren, unas cuantas docenas de rifles y otro par de rifles antitanques. La artillería australiana abrió fuego e infligió bajas significativas, pero los soldados alemanes siguieron avanzando. Varios grupos de Panzers y M13s italianos avanzaron sobre los australianos. Como las tropas del Eje cerraron en herradura, llegaron cuatro tanques británicos, disparando sobre la cabeza de las tropas de la infantería. Los tanques del Eje no pudieron superar los obstáculos y tuvieron que reagruparse. Este ataque produjo solo un muerto en el bando aliado.
El plan de defensa de Morshead era agresivo. Ordenó un patrullaje riguroso de las zanjas antitanque y más minas sembradas. Ese método parecía funcionar. El 2/13 Batallón se encontró con un grupo de asalto alemán con una gran cantidad de explosivos. Al final los tanques fueron obligados a retirarse de las zanjas.

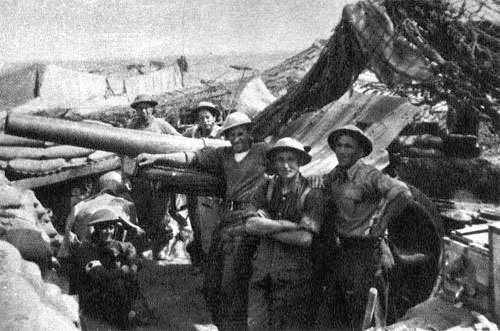
11.º Batallón Checo en Tobruk, 1941.

En los casos de los Panzers y los tanques italianos, pasaron las líneas australianas. La infantería apostada en fuertes bien construidos, incluyendo muchos instalados por la guarnición original italiana simplemente se concentró en la infantería alemana e italiana, a sabiendas de que las armas de los tanques no podía ser ejercida sobre ellos y los tanques del Eje se enfrentarían a armas antitanques en la segunda línea de defensa. El más importante de estos ataques, fue el 1 de mayo, donde una fuerza combinada de infantería y blindados italo-alemana luchó detrás de las líneas australianas durante bastante tiempo antes de que se retiraran.
Poco después del anochecer del 13 de abril, la 5.ª División Ligera renovó su ataque con un esfuerzo por asegurar una cabeza de puente sobre el foso del tanque justo al oeste de El Adem. Sin embargo, el 17.º Batallón detuvo este esfuerzo realizado por el 8.º Machine-Gun Batallón en una lucha feroz en la que el cabo John Edmondson ganó la Cruz de la Victoria. En las primeras horas del 14 de abril, un nuevo intento tuvo éxito en la obtención de una pequeña cabeza de puente a través del cual el quinto Regimiento Panzer se abrió paso. La intención era dividirse en dos columnas: una para ir hacia la ciudad de Tobruk y la otra para girar hacia el oeste y cercar a las defensas. 
Sin embargo, los tanques que avanzaban se apartaron porque se encontraron con el fuego de tanques Crusader británicos. Ahora bajo el fuego de la parte frontal y los dos flancos, el Regimiento Panzer se retiró después de haber perdido 16 de sus 38 tanques. Mientras tanto, el 8.º Batallón de soporte alemán se había librado a un punto muerto por la infantería australiana y también se vieron obligados a retirarse bajo el fuego pesado de artillería y aviones. El batallón perdió más de tres cuartas partes de su fuerza mientras que las pérdidas de la guarnición de Tobruk ascendieron a 90 víctimas. Después de esta derrota, Rommel abandonó nuevos intentos en el perímetro sur, y la 5.ª división ligera se retiró.

### Ras el Medauar

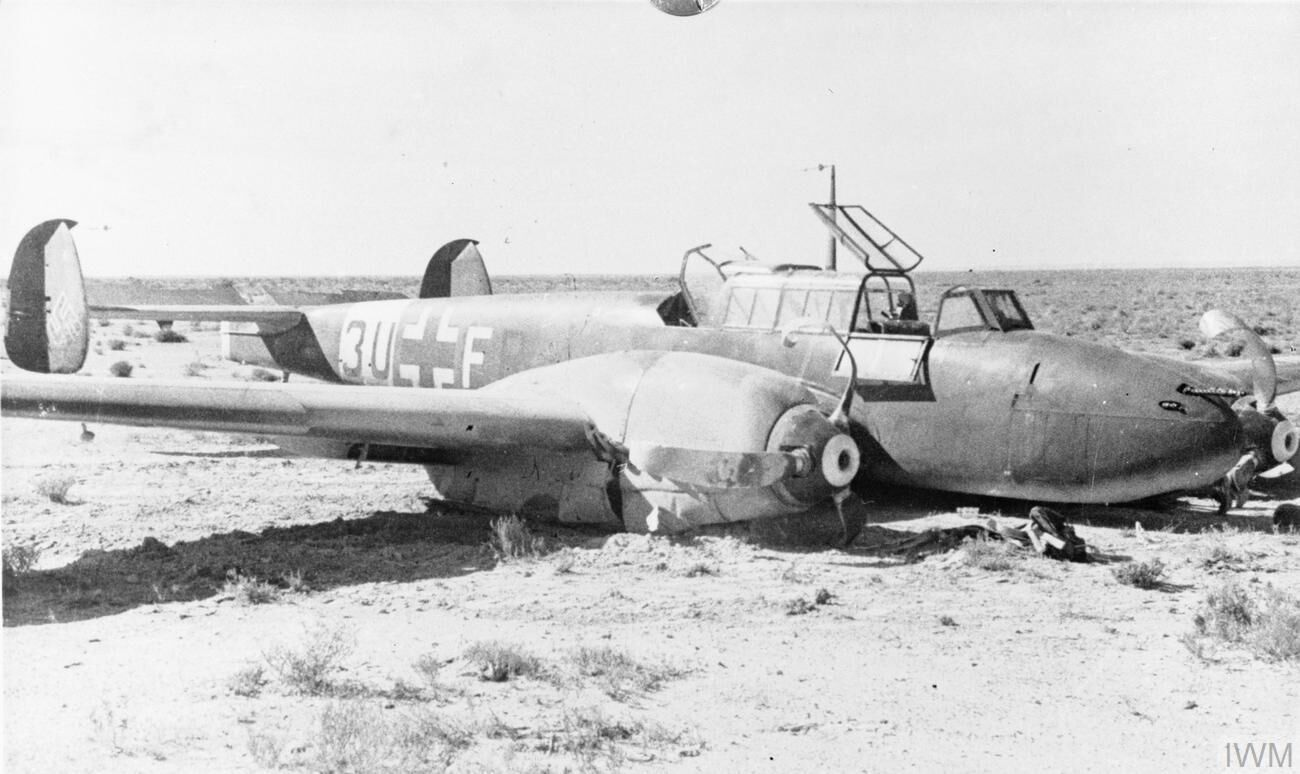
Un caza Bf 110 se estrelló cerca de Tobruk, 1941.

Tras el fracaso del ataque a El Adem, Rommel decidió atacar el sector occidental del perímetro alrededor de Tobruk, el Ras El Madauar, empleando la División Acorazada Ariete que tenía el Regimiento de Infantería de la 62.ª División de Trento bajo su mando.
El 15 de abril de 1941, una patrulla australiana regresaba de la zona del 2/48.º Batallón cuando, hacia las 17:30 horas, un ataque italiano amenazó con desbordar las posiciones delanteras del 2/24.º Batallón. Pero el  2/23.º del Batallón llegó en su ayuda. La combinación de fuego agresivo de los soldados australianos provocó un devastador incendio que favoreció al 51.er Regimiento de Artillería, ya que abrió la batalla a favor de los aliados.
El patrullaje agresivo australiano continuó y el 16 de abril, se acercó el cuerpo principal del 1.er Batallón 62.º Regimiento de Trento desde Acroma. El batallón italiano cayó bajo fuego de artillería pesada y se detuvo por un contraataque del 2 / 48.º Batallón. Los tanques de la División italiana Ariete siguieron a la infantería italiana, pero cuando llegaron a las defensas del perímetro, cayeron bajo el intenso fuego del 51.er Regimiento de Artillería y se retiraron. El 43.er Batallón War Diary 2 informó que "Los italianos atacaron nuestra defensa y mientras se retiraban (los italianos) les dispararon los tanques alemanes que se cree eran el apoyo del ataque." Los australianos portaban armas específicas para encontrar el flanco en los batallones italianos. La potencia de fuego adicional finalmente detuvo a los italianos, y todo fuego cesó. Un comunicado británico el 17 de abril de 1941 describió las acciones:

"Una de nuestras patrullas ha penetrado con éxito en una posición enemiga fuera de las defensas de Tobruk, capturando 7 oficiales italianos y 139 hombres. Un nuevo ataque contra las defensas de Tobruk fue rechazado por el fuego de artillería. El enemigo volvió a sufrir fuertes bajas. Durante las operaciones de ayer fueron capturados un total de 25 oficiales y 767 de otros rangos. Además más de 200 enemigos muertos quedaron en el campo."
-New York Times

Una evaluación de la inteligencia por el Batallón 43.º concluyó que:

Informes del PW indican de un ataque a gran escala en las defensas de Tobruk en torno al 16 de abril de 1941. No parece que hubiera coordinación entre los tanques enemigos y las unidades de infantería. Parece que los italianos no han llegado a conseguir sus objetivos reales y el método de coordinación por medio del enlace alemán trabajando con unidades italianas no ha tenido éxito. Los informes PW también afirman que los ataques espasmódicos en diferentes sectores entre los 14 y 16 de abril, tenían por objetivo ser un asalto simultáneo.

## Incursión en Bardia

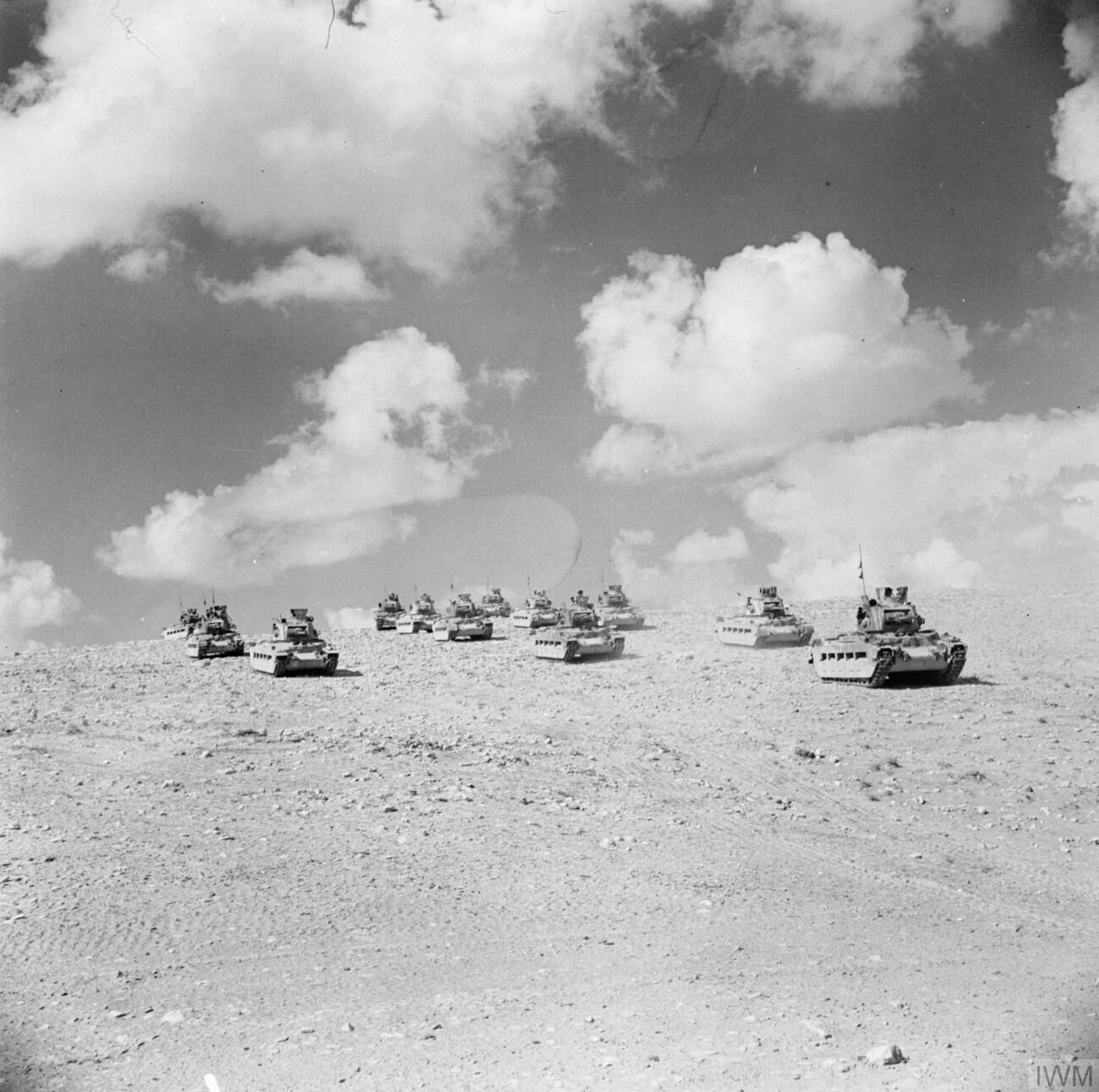
Tanques ingleses Matilda II.

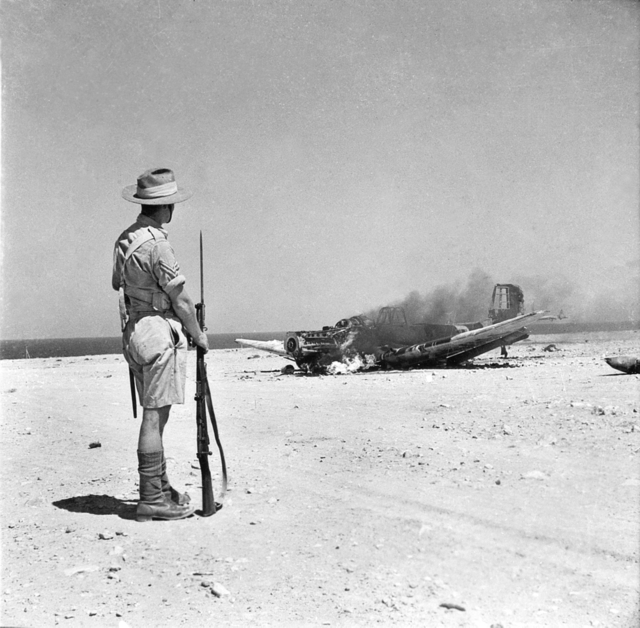
Un Ju 87 Stuka ardiendo cerca de Tobruk: los cazadores de recuerdos han sacado la esvástica nazi del estabilizador vertical.

Mientras tanto, se seleccionó un batallón británico para la incursión de Bardia, con el objetivo de destruir la línea de comunicación de Rommel e infligir el mayor daño posible. El ataque se llevó a cabo en la noche del 19 al 20 de abril por el Comando N.º 7 al mando del coronel Robert Laycock Layforce y un pequeño destacamento del Regimiento Real de Tanques a bordo del buque de aprovisionamiento HMS Glengyle, escoltado por el crucero antiaéreo HMS Coventry.
Los destructores australianos HMAS Stuart, Voyager y Waterhen cubrieron el desembarco de comandos británicos. Durante la redada, un destacamento de 67 hombres informó más tarde de que había sido capturado en un contraataque en las playas. El autor Evelyn Waugh, quien participó en la incursión, relata en un artículo que escribió para la revista Life en noviembre de 1941 que los alemanes "enviaron un fuerte destacamento de tanques y vehículos blindados para repeler la previsible invasión". Sin embargo, en su diario personal publicado en 1976, se observa una opinión muy diferente debido a la de forma de actuar incompetente por parte de los comandos contra los alemanes, los cuales se rindieron prácticamente sin oposición.

## Tras los ataques del eje en marzo y abril

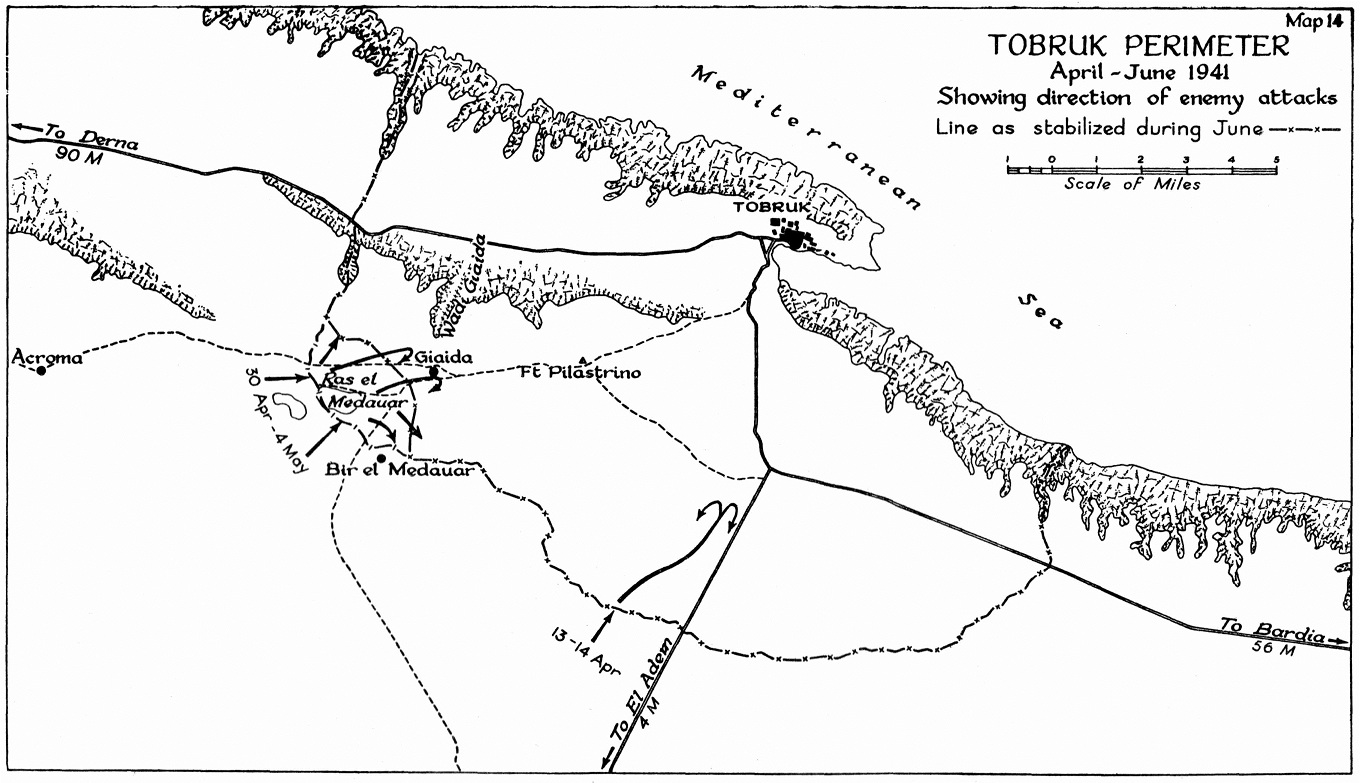
Mapa del asedio en Tobruk entre abril y junio de 1941.

Los defensores de Tobruk habían tenido la suerte de que los ataques iniciales de Rommel habían caído en las partes más fuertes de las defensas de la ciudad. Aunque los italianos habían dedicado mucho esfuerzo a construir obras de defensa permanentes, situadas en el sector sureste, su punto más débil, un área dominada desde fuera por las colinas de Bel Hamed y Sidi Rezegh. Los aliados que avanzaban habían atacado en esta región al capturar Tobruk de los italianos en enero de 1941, pero la fortaleza en ese momento había sido defendida. Además, el Afrika Korps en 1941 carecía de la formación para superar a sus oponentes. 

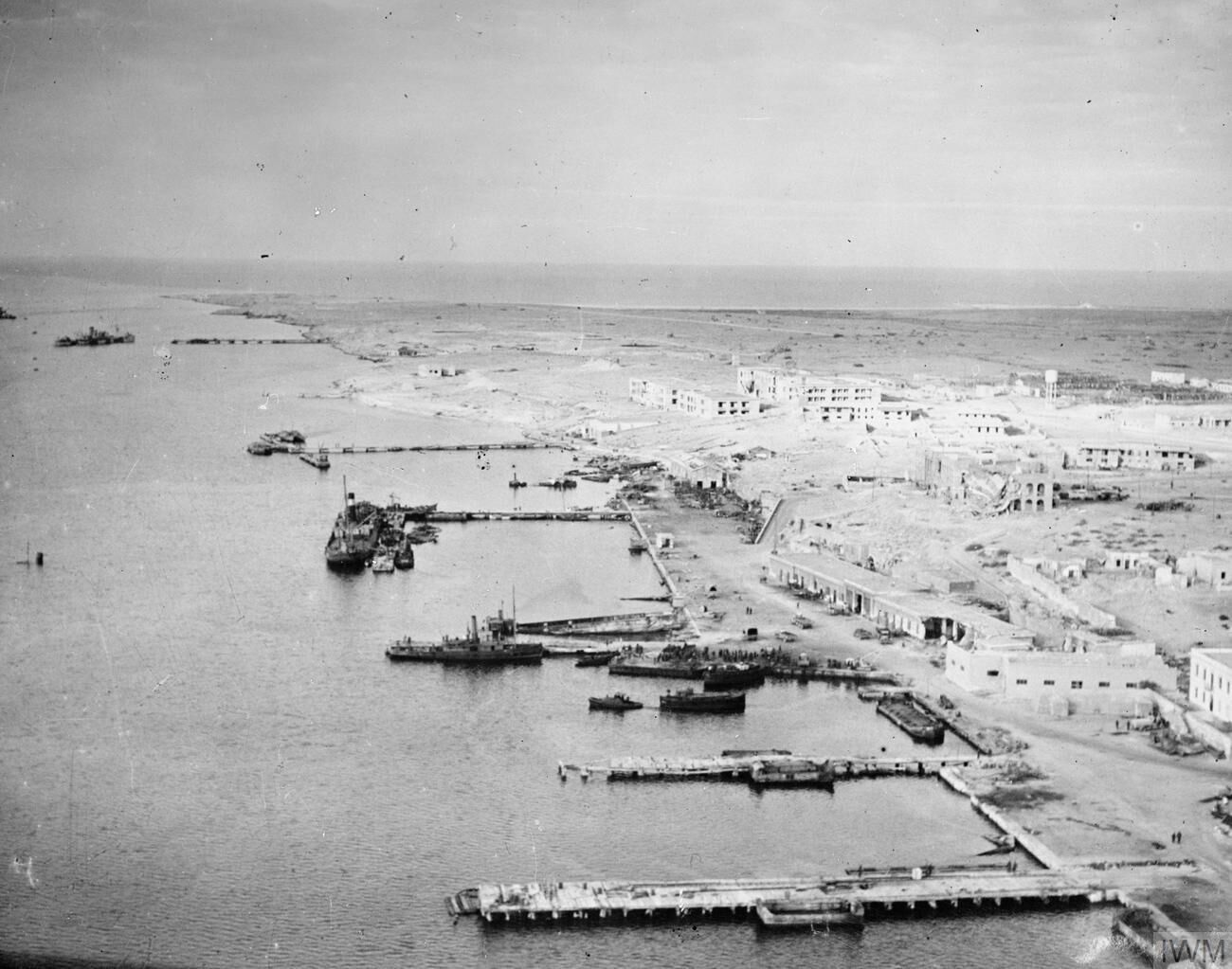
Fotografía aérea del puerto de Tobruk durante el asedio de 1941.

Cuando finalmente proporcionaron los planes de las defensas, Rommel sabía que iba a ser incapaz de romper con las fuerzas que tenía disponibles. Un año después, Rommel consiguió su victoria en la batalla de Gazala, utilizando la 21.ª y la 15.ª divisiones Panzer, junto con un simultáneo asalto aéreo de bombarderos en picado. Las defensas de Sudáfrica no estaban preparadas para una prueba de este tipo, y la fortaleza cayó en un día. Para Churchill, la pérdida de Tobruk fue uno de los días más oscuros de la guerra.
Ambas partes se centran en la reconstrucción y el refuerzo: Rommel se prepara para un nuevo ataque a Tobruk con el fin de liberar a sus líneas de comunicación amenazadas y reanudar el avance hacia Egipto; y por otro lado, Wavell para estabilizar el frente en la frontera egipcia y preparar un asalto para liberar Tobruk.
En mayo de 1941, Wavell lanzó la Operación Brevedad, una ofensiva menor que intentó ganar una mejor posición para lanzar una gran ofensiva en el verano; como objetivo secundario, si se presentara la oportunidad, un intento de aliviar Tobruk. La operación, sin embargo logra poco más que la reconquista del Paso de Halfaya.

## Batalla del Saliente

### Planes

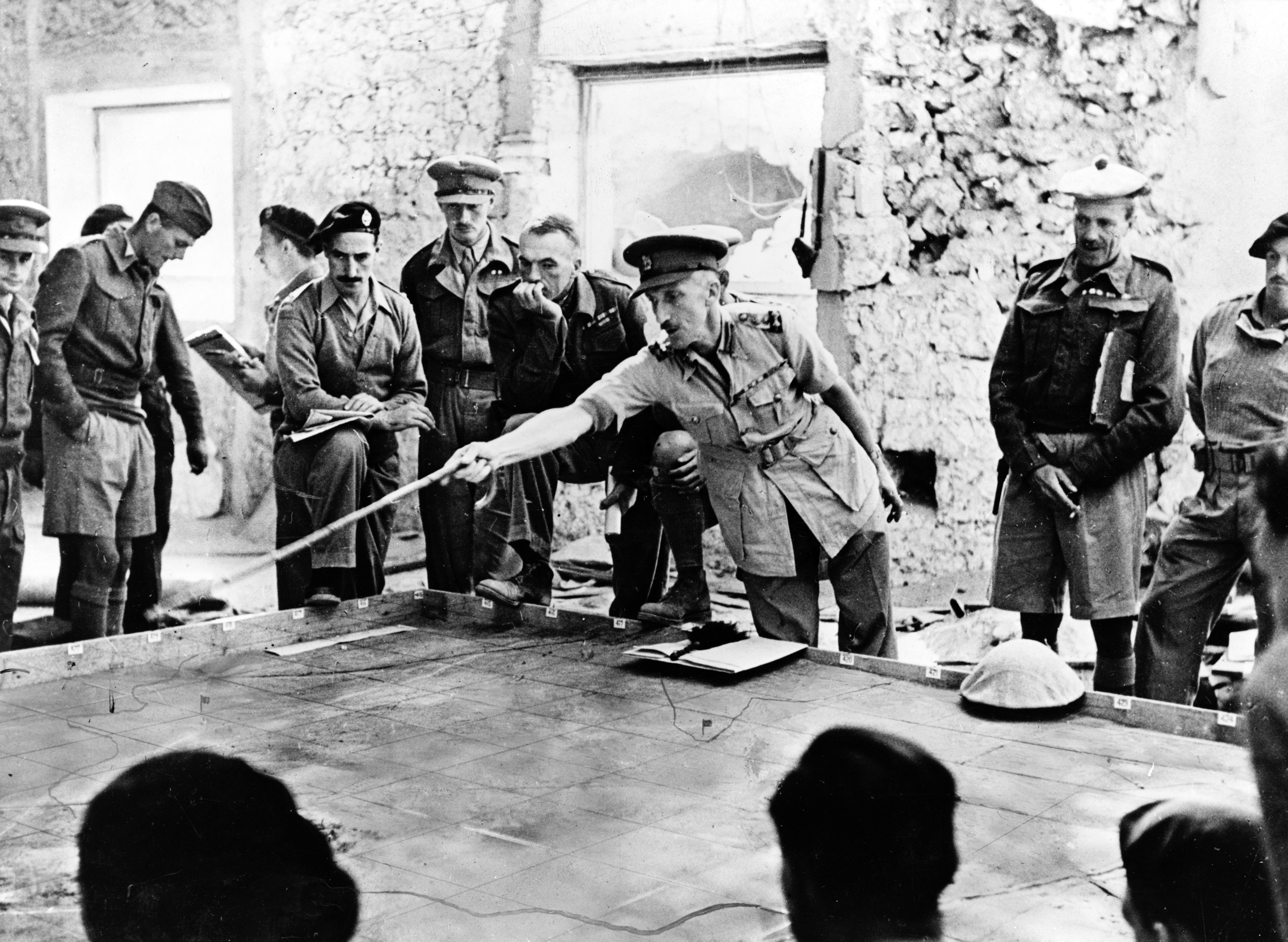
Oficiales británicos planean operaciones con tanques.

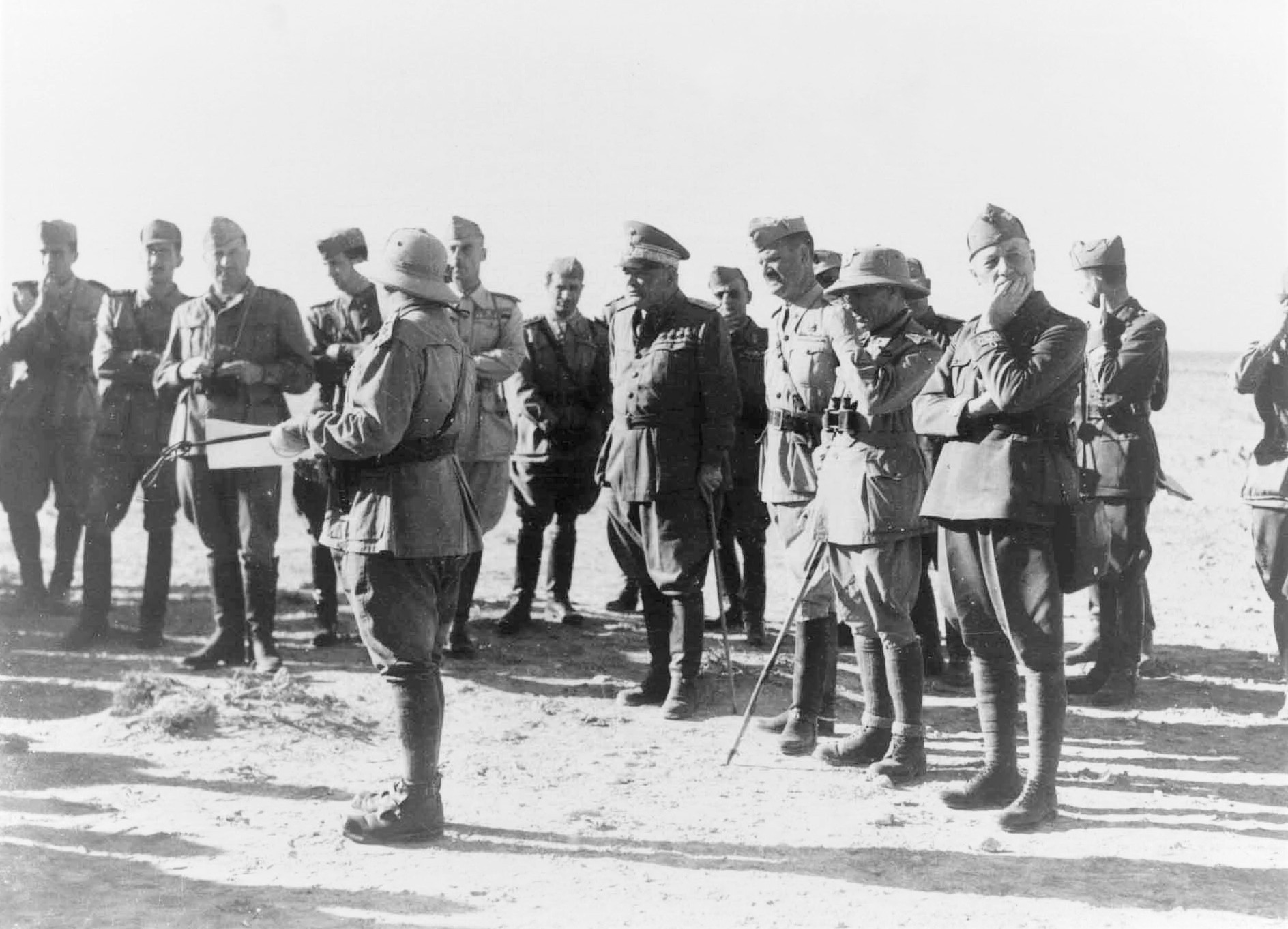
Grupo de oficiales italianos, incluidos los generales italianos Gastone Gambara y Alessandro Piazzoni, cerca de Tobruk en otoño de 1941.

A finales de abril, el Alto Mando del Ejército alemán envió a Libia a su Jefe Adjunto del Estado Mayor General Friedrich Paulus para evaluar la situación y revisar los planes de Rommel. Para entonces, la mayor parte de la 15.ª División Panzer había llegado al norte de África, pero había tenido poco tiempo para instalarse. Rommel una vez más eligió atacar la posición de El Ras El Madauar usando la 5.ª división ligera de la 15.ª División Panzer a la derecha e izquierda respectivamente. Una vez que se logró el robo, las unidades alemanas siguieron hacia el oeste, mientras que las divisiones Ariete blindadas y de infantería italianas movieron las defensas hacia ambos flancos. El plan había sido aprobado para ser implementado el 30 de abril.

### Resumen
En la noche del 30 de abril, después de los bombardeos de un día, el asalto del Eje cayó ante la 26.ª Brigada de Infantería australiana. El ataque penetró 2 millas (3,2 km), pero la coordinación entre las unidades del Eje era pobre y la batalla causó grandes pérdidas a las fuerzas de Rommel. Una serie de puntos fuertes de Australia interrumpieron los movimientos del Eje con campos de minas que no habían conseguido reconocer propiamente. Paulus sugirió que no había perspectivas de éxito y Rommel decidió empujar lateralmente para ampliar el frente de penetración. Sin embargo, Morshead comprometió reservas y tanques y contrarrestó este movimiento. La lucha continuó con los australianos contraatacando sin éxito de recuperar el terreno perdido y las fuerzas del Eje por intentar infiltrarse una vez más. Por la madrugada del 4 de mayo ninguno de los bandos estaba teniendo progresos, por lo que la batalla fue suspendida.

## El asedio

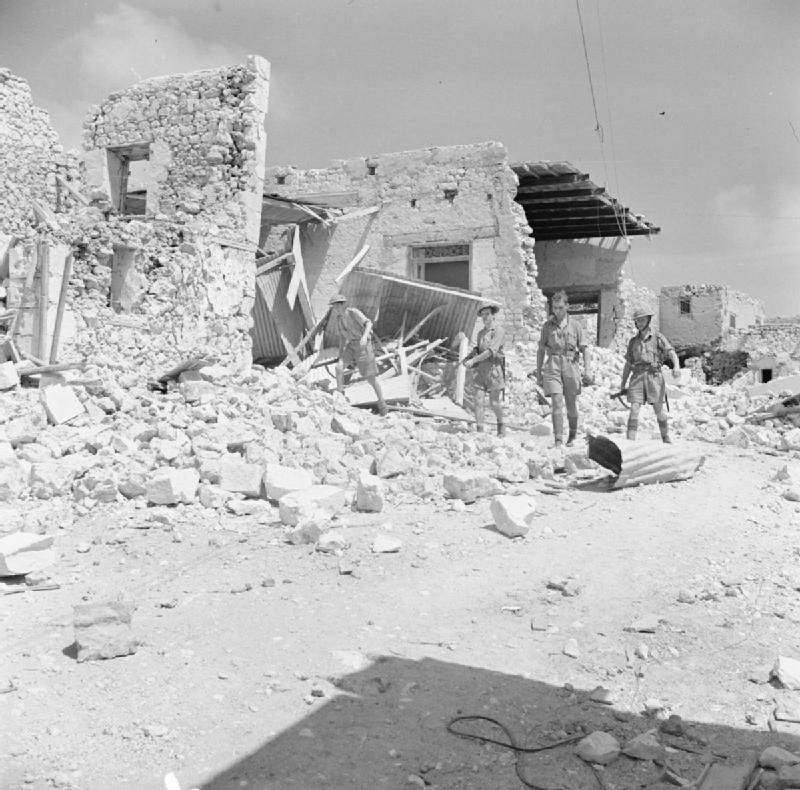
Tropas británicas entre las ruinas de Tobruk después de que sufrieran ataques aéreos.

Las tropas que sitiaban eran principalmente italianas pertenecientes a las siguientes cinco divisiones: la Ariete y la Trieste (del XX Cuerpo motorizado), el Pavía, la Bolonia y la Brescia (del XXI Cuerpo de Infantería). Los comandantes australianos estaban decididos a recuperar el terreno perdido el 1 de mayo. El 3 de mayo, los australianos lanzaron un contraataque que empleó a la Brigada 18, pero el 4 de mayo solo pudieron recuperar un búnker. Un historiador australiano escribió más tarde que los italianos eran los defensores en los ataques de Australia en los puestos de avanzada de R2, R3, R4, R5, R6, R7 y R8. Esta afirmación es corroborada por un historiador británico. 
En la noche del 16 al 17 de mayo, las fuerzas del Eje tomaron represalias y dos pelotones de Combate, el 32.º Batallón de Zapadores pasaron las alambradas y campos de minas que custodiaban la S11, S13 y S15 mensa. Con los obstáculos retirados, la División Brescia asaltó las defensas que utilizaban grupos lanzallamas y tanques. El oficial al mando del batallón de Zapadores, el coronel Emilio Caizzo, fue asesinado en un atentado con mochila en una posición de ametralladora de Australia, una acción que le valió la Medalla de Oro póstumo. Un narrador italiano describió:

En la noche del 16 de mayo de 1941, dos pelotones de la 3.ª Compañía de Ingenieros de Combate en unión con los grupos de asalto de la división de infantería "Brescia", que había sido enviada como refuerzo el día 11 de ese mes, iniciaron el ataque. Con total desprecio al peligro y sigilo de costumbre, los zapadores de combate abrieron tres caminos en la cerca de alambre en frente de cada grupo de asalto. Utilizaron cargas explosivas en los tubos. Luchando codo con codo con los asaltantes, en feroz combate cuerpo a cuerpo, e infligieron grandes pérdidas al enemigo, y obtuvieron el objetivo.

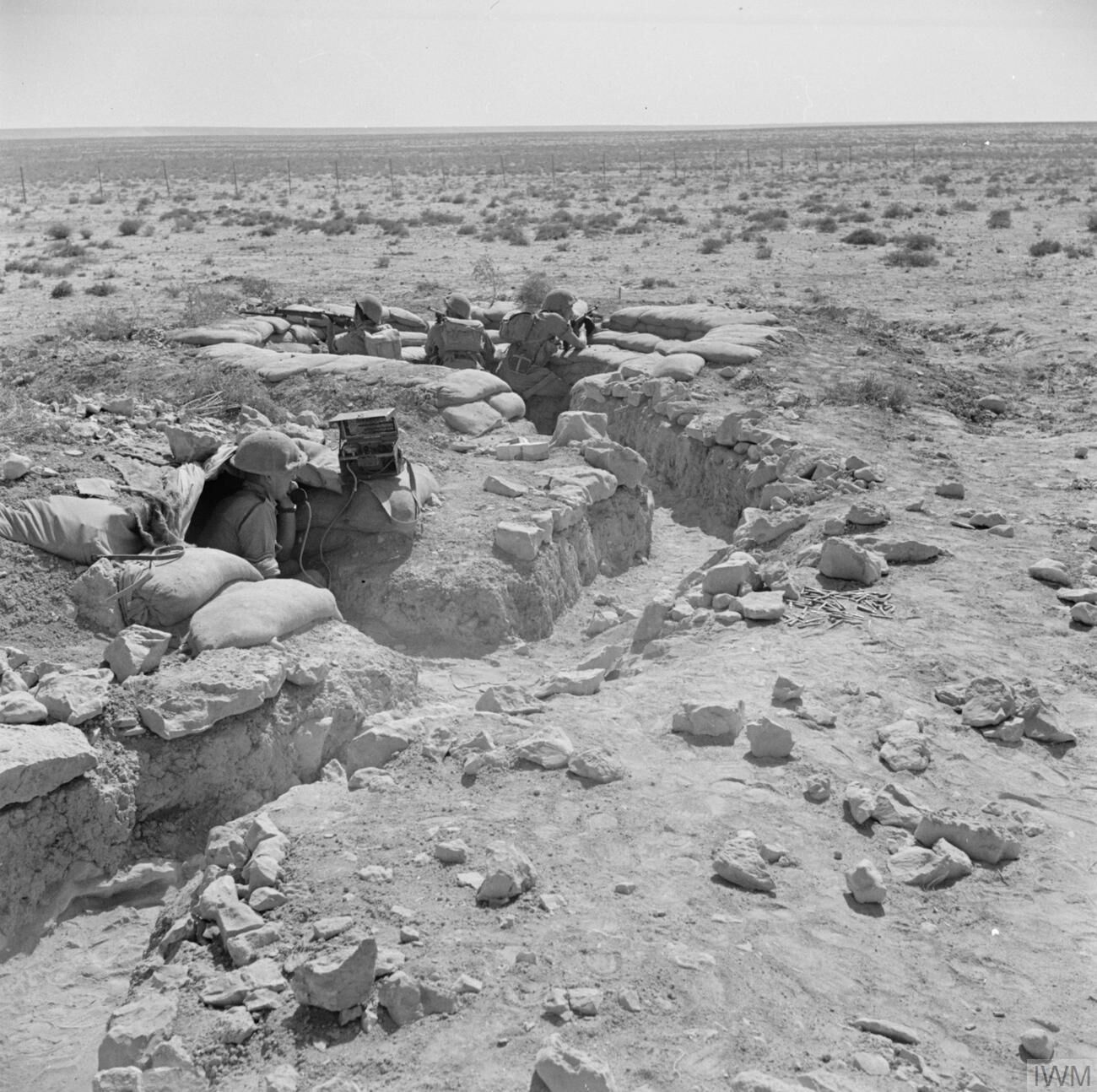
Trinchera australiana en el perímetro de Tobruk.

Las tropas italianas intentaron atacar bajo un intenso fuego de ametralladora - con la pérdida de los oficiales. El ataque falló, y los que no fueron muertos o hechos prisioneros solo optaron por retirarse a través de las brechas en el alambre. Al día siguiente los australianos reunieron a 21 prisioneros italianos y un número considerable de armas. Los alemanes atacaron contra S8, S9 y S10, inmediatamente al sur, capturando los tres puestos, pero dos de ellos fueron retomadas por contraataques australianos. En la base hubo un informe falso de un prisionero alemán; el general Leslie Morshead se enfureció y ordenó a los australianos ser mucho más vigilantes en el futuro. A los pocos días, el tercer puesto fue retomado en un contraataque de Australia.
El 2 de agosto, en la creencia de que los batallones enemigos habían abandonado en gran medida varios corredores a lo largo del Saliente, un ataque fue lanzado por el 43.er Batallón y el 28.º Batallón de la ciudad. El ataque fue hábilmente planeado y apoyado por más de 60 cañones de campaña, pero la infantería enemiga rápidamente respondió, y el ataque falló con grandes pérdidas humanas. Este fue el último esfuerzo de Australia para recuperar las fortificaciones perdidas. Según la crítica, el fracaso de los ataques recae en el general Morshead.

## Cambio en las defensas de Tobruk

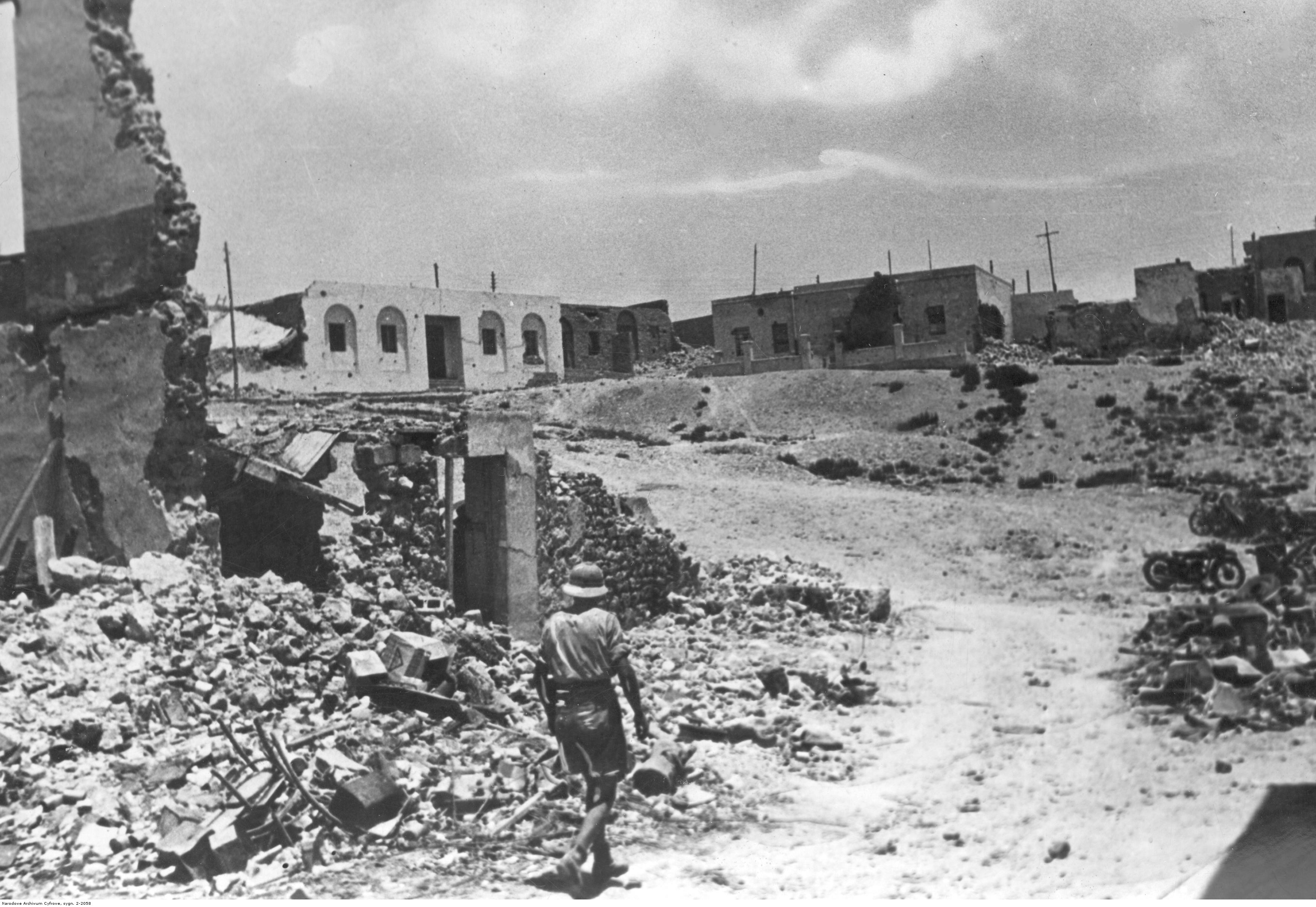
Ruinas de Tobruk tras los combates.

En el verano de 1941, el teniente general Thomas Blamey, comandante de la Segunda Fuerza Imperial australiana,  pidió a Australia, con el apoyo del primer ministro la retirada de la División Australiana novena de Tobruk, a fin de cumplir con el fuerte deseo de los australianos que todas sus fuerzas en el Oriente Medio deben luchar bajo un solo mando. General Claude Auchinleck, quien había reemplazado a Wavell como Comandante en el comando de Oriente Medio en El Cairo, estaba de acuerdo en principio, pero no estaba ansioso por acelerar la operación porque un movimiento de tropas de ese tamaño tendría que ser realizada por buques de guerra rápidos durante los períodos sin luna del mes (por riesgo de ataques aéreos) en un momento en que todos los recursos necesarios estaban concentrándose en la operación Crusader.

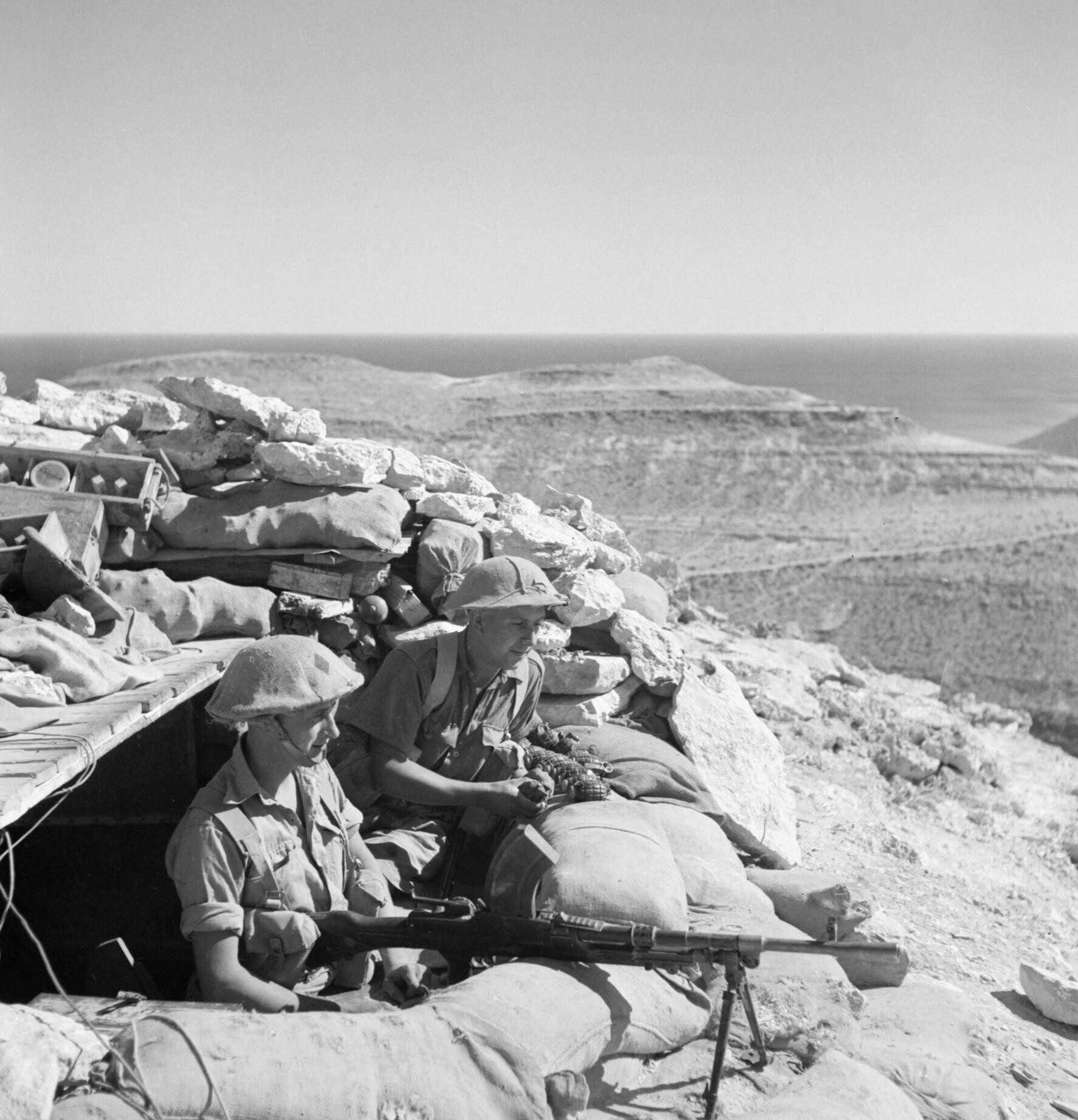
Hombres del 2º Batallón, Regimiento de Leicestershire en las defensas alrededor de Tobruk, 10 de noviembre de 1941.

Sobre la base de los informes del H.Q. australiano Oriente Medio que informaban sobre la salud de las tropas, estas había estado sufriendo, el nuevo primer ministro australiano Arthur Fadden y su sucesor John Curtin rechazó las peticiones de Winston Churchill a cambiar de opinión y la sustitución de la división se efectúa por la Royal Navy, entre agosto y octubre. Durante la estancia de la 9.ª División australiana sitiaron Tobruk, de unos 3.000 australianos y 941 acabaron siendo prisioneros.
Los australianos se fueron retirando gradualmente. En agosto, la 18 Brigada de Infantería australiana y la Propia Caballería del rey Eduardo del ejército indio fueron reemplazados por los Cárpatos Brigada polaca con Checoslovaquia el 11 Batallón de Infantería (este), y en septiembre y octubre de la 70.ª División de Infantería británica incluyendo la Brigada de Tanques del Ejército 32.ª fueron reemplazando a la mayoría de los australianos que quedaban. Las pérdidas sufridas por la Royal Navy durante la retirada llevaron a la reducción de la operación y como consecuencia 2/13 Batallón de Australia y dos compañías de 2 / 15.º Batallón de Australia junto con algunos hombres de la sede de la División noveno permanecieron en Tobruk hasta que se levantó el sitio. Morshead fue sucedido como comandante de la fortaleza de Tobruk por el comandante de la 70.ª División, el general Ronald Scobie.

## Fin del asedio

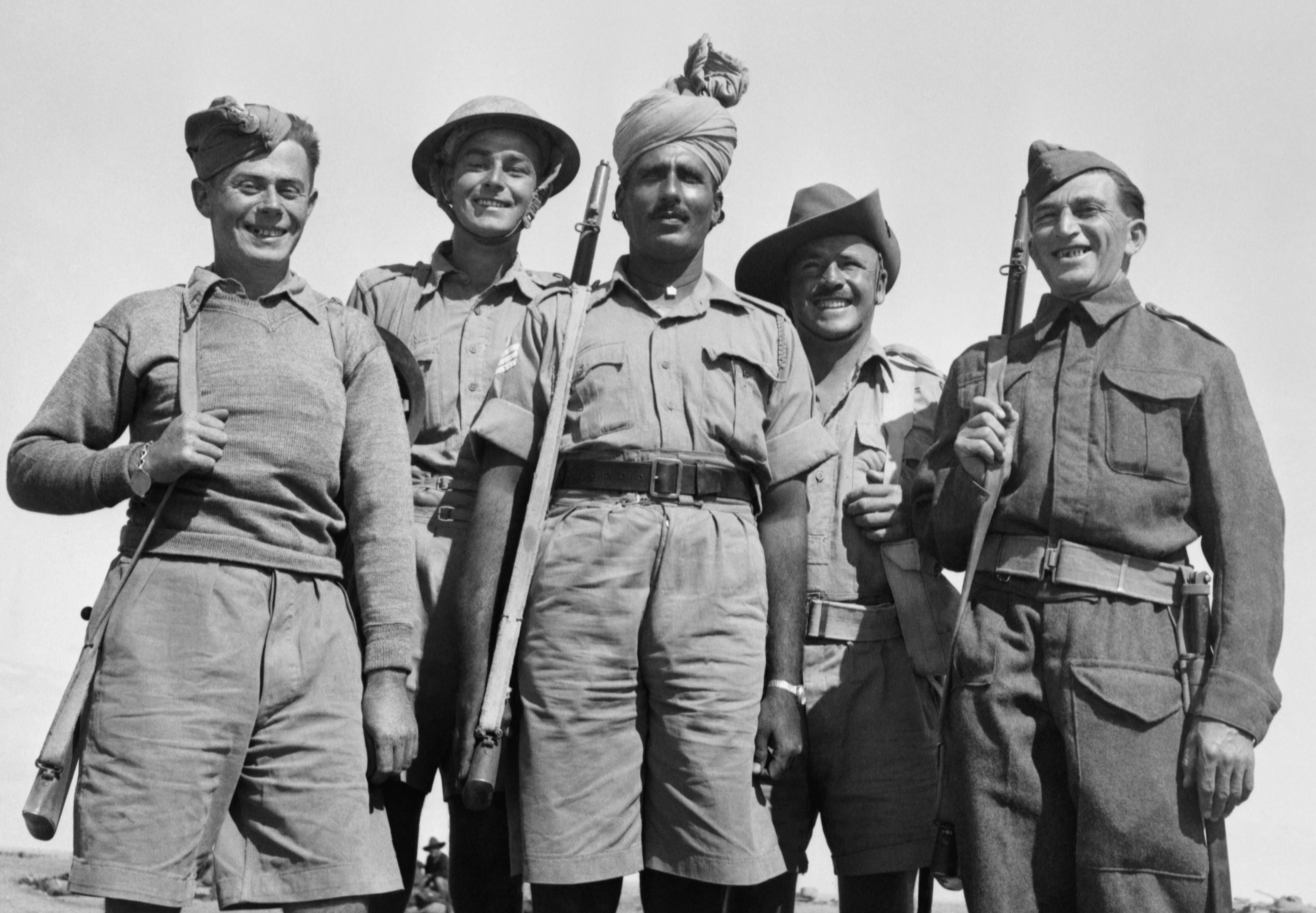
Soldados de los ejércitos aliados victoriosos: polaco, británico, indio, australiano y checoslovaco.

El 15 de junio, Wavell había puesto en marcha la Operación Battleaxe, una ofensiva terrestre destinada a liberar Tobruk. Abrió con un ataque a las posiciones de frontera del Eje. Después de la captura de la frontera, las brigadas de la 7.ª División Blindada estaban destinados a continuar hacia el norte para aliviar Tobruk. Una vez unido a la guarnición de Tobruk, las fuerzas combinadas comenzarían su la ofensiva hacia el oeste, conduciendo a los alemanes tan atrás como podrían ser empujados. Sin embargo la tenaz resistencia, y un contraataque del Eje, frustro estas intenciones, y la guarnición de Tobruk perdió la oportunidad.
El fracaso de Battleaxe llevó a la sustitución de Wavell como comandante del Comando Oriente Medio por el general Claude Auchinleck. La Fuerza del Desierto Occidental fue reforzada y reorganizada para formar un ejército de dos cuerpos designado del octavo ejército comandado por el teniente general Alan Cunningham.
Auchinleck lanzó una gran ofensiva, la Operación Crusader, el 18 de noviembre de 1941. Esto abrió con un movimiento de flanqueo que llevó al Octavo Ejército a menos de 48 kilómetros del perímetro de Tobruk. Estaba previsto que la 70.º División saliera de Tobruk el 21 de diciembre para cortar las líneas de comunicación alemanas a las tropas en la frontera hacia el sureste. Al mismo tiempo la 7.ª unidad blindada avanzaría desde Sidi Rezegh para enlazar con ellos y rodear las posiciones del Eje alrededor de Tobruk. Mientras tanto, la División de Nueva Zelanda XIII Cuerpo 'se aprovecharía de la distracción  del 21 y 15 de Panzer para avanzar a la zona de Sidi Azeiz, sobrepasando las defensas del Eje en Bardia.
El ataque de la 70.ª División sorprendió a sus oponentes, Rommel había subestimado el tamaño de la guarnición y sobre todo su fuerza blindada. Los combates fueron intensos como los tres frentes de ataque, que consistieron:  2.º King´s Own en el flanco derecho, el segundo batallón Black Watch como la fuerza central y la segunda del Queen´s Own en el flanco izquierdo, avanzó para capturar una serie de puntos fuertes preparados que conducen a Ed Duda. A media tarde se había avanzado unos 5,6 kilómetros (3,5 millas) hacia Ed Duda en la carretera principal de suministro pero se detuvieron cuando se hizo evidente que la séptima blindada no se conectaría. El ataque central por Black Watch implicó una carga bajo furioso fuego de ametralladoras, atacando y tomando varios puntos fuertes, hasta que llegaron al punto de apoyo llamado Tiger. Black Watch perdió un estimado de 200 hombres y su oficial al mando. 
El 22 de noviembre  Scobie ordenó la posición de consolidarse y el corredor se amplió con la esperanza de que el Octavo Ejército se conectara. Los regimientos 2.º York y Lancaster, con el apoyo de tanques, tomaron el punto fuerte Tiger dejando un hueco de 7000 yardas entre el corredor y Ed Duda. El 26 de noviembre Scobie ordenó un ataque con éxito en la cresta Ed Duda y en las primeras horas de la mañana del 27 de noviembre la guarnición de Tobruk tomó contacto con una pequeña fuerza de los neozelandeses.

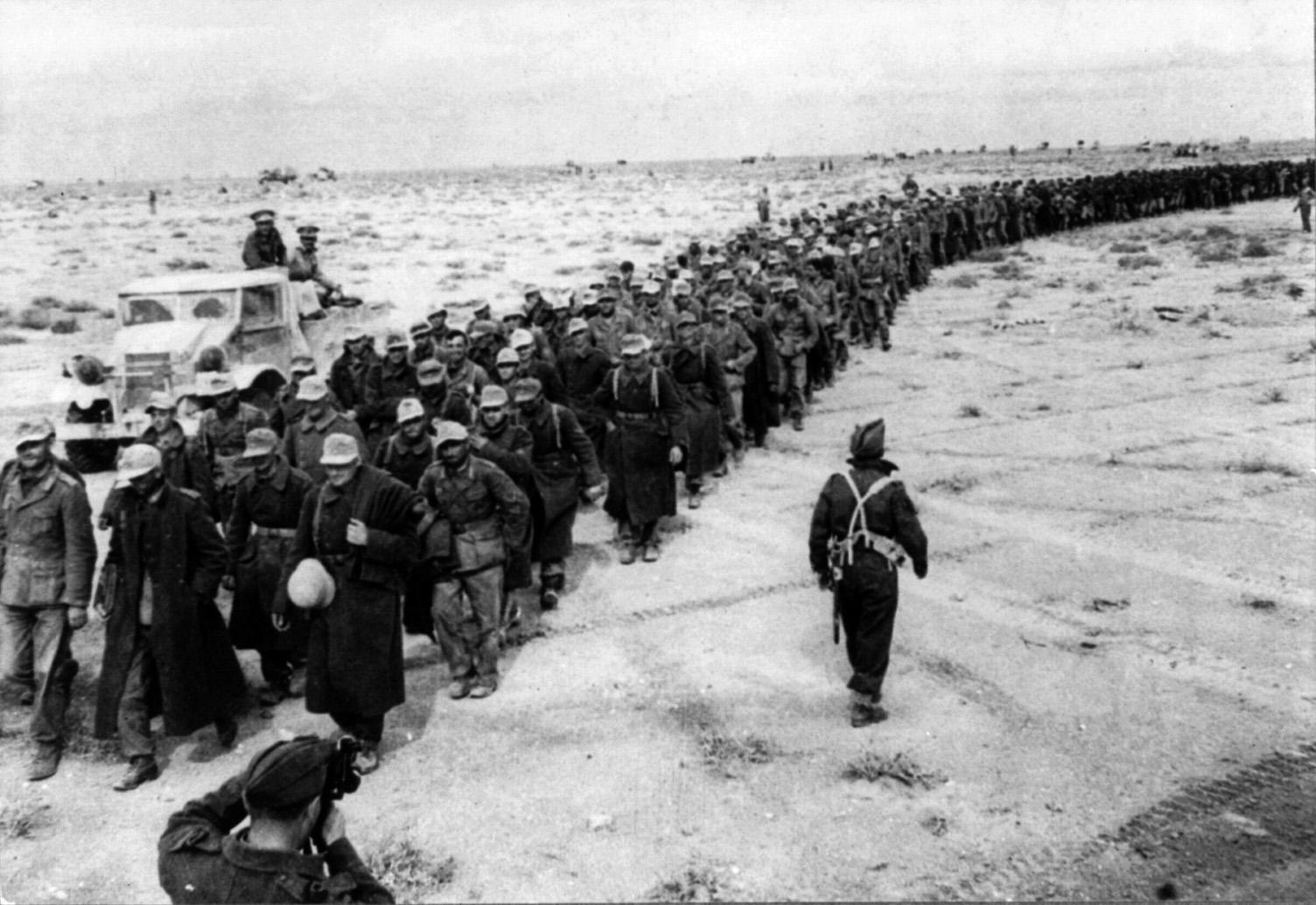
Prisioneros alemanes.

Un punto de vista alemán de la acción de la División 70.ª está dada por General major Alfred Toppe del ejército alemán:
“Un fuerte ataque apoyado por cincuenta tanques de infantería, fue hecha de la sección sureste de la fortaleza de Tobruk. El enemigo rompió el cerco frontal, que penetra a través de la carretera principal y destruyó buena parte de la División de Bolonia. Un contraataque por elementos del 21 División Panzer logró restaurar la situación.”
Al resumir la experiencia del segundo batallón de Black Watch en el ataque, la historia oficial de Nueva Zelanda en la Segunda Guerra Mundial, escribió que "El papel superlativo de Black Watch en el ataque había sido igualado por la notable persistencia de la defensa en la cara de la presión de tanques e infantería".
La 7.ª blindada había planeado su ataque hacia el norte hasta Tobruk para comenzar a las 08.30 del 21 de noviembre. Sin embargo, a las 07,45 patrullas informaron de la llegada del sureste de una masa de blindados enemigos, unos 200 tanques en total. La 7.ª Brigada Acorazada, junto con una batería de artillería de campaña se volvió a enfrentar con esta amenaza, y enfocó el apoyo blindado el ataque hacia el norte por el Grupo de Apoyo fracasó y por el final del día, la séptima Brigada Acorazada perdió todos menos 28 de sus 160 tanques.
Mientras tanto, el 22 de noviembre las fuerzas italianas habían logrado repeler un fuerte empuje de Tobruk destinada a penetrar en la zona de Sidi Rezegh, como una narrativa alemana registró:
“Después de una concentración de artillería repentina la guarnición de la fortaleza de Tobruk, con el apoyo de sesenta tanques, hizo un ataque a la dirección de Bel Hamid al mediodía, con la intención de por fin unirse con el grupo principal . El delantero italiano asedio alrededor de la fortaleza trató de ofrecer una defensa en la confusión, pero se vio obligado a renunciar a numerosos puntos fuertes en el frente cerco sobre Bir Bu Assaten a las fuerzas enemigas superiores. La División italiana "Pavía" fue sometido por un contraataque y logró sellar el avance enemigo.”
El 23 de noviembre Rommel y el Afrika Korps montaron un ataque hacia la frontera egipcia, el llamado "Dash to the Wire". La intención era dispersar y destruir el XXX Cuerpo, pero esto no se logra, mientras que la acción dio al octavo ejército la oportunidad de reagruparse y rearmarse. El Afrika Korps recibió la orden de volver al frente de Tobruk, donde el 70 y Nueva Zelanda Divisiones habían ganado la iniciativa, pero Rommel todavía estaba decidido a resolver los combates en la frontera, y el 27 de noviembre lo habían hecho.

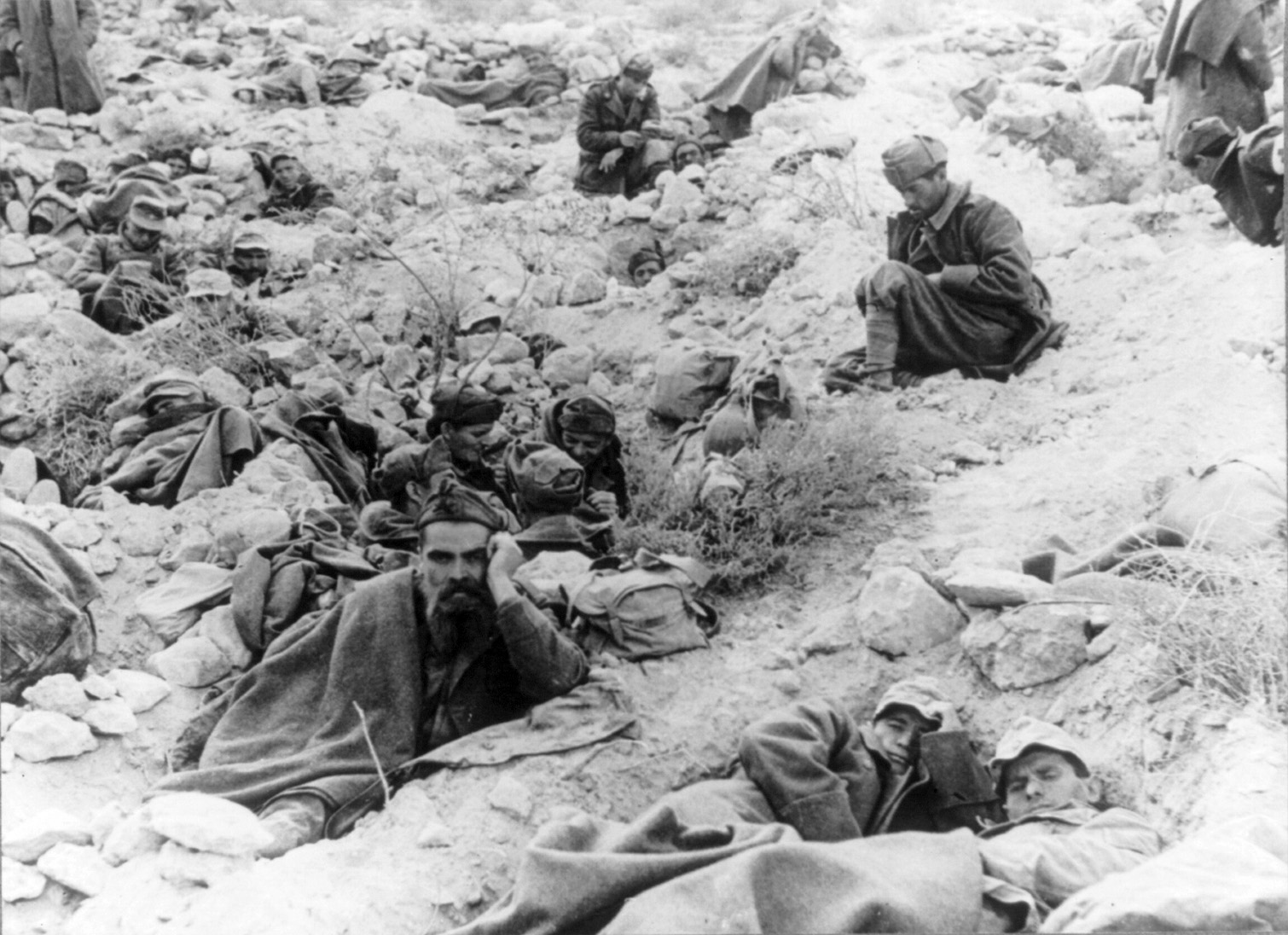
Prisioneros italianos y alemanes esperando su deportación.

Al mediodía del 27 de 15 de noviembre los Panzer alcanzaron Bir el Chleta y entró en la cabeza al entrar en contacto con la 22.ª Brigada Blindada saneada (ahora un regimiento compuesto de menos de 50 tanques), que se unieron más tarde con la cuarta brigada acorazada. Sin embargo al caer la noche los tanques británicos se pierden, y una vez más la División de Nueva Zelanda, que participan en intensos combates en el extremo sureste del corredor tenue en Tobruk, estaba bajo amenaza directa de los Afrika Korps.
El 4 de diciembre Rommel lanzó un nuevo ataque sobre Ed Duda que fue rechazado por la Brigada de Infantería 14.ª de la División 70.ª. Cuando quedó claro que el ataque fallaría Rommel resolvió retirarse del perímetro oriental de Tobruk para permitir que se concentre su fuerza contra la creciente amenaza del XXX Cuerpo al sur.
El 7 de diciembre la 4.ª Brigada Blindada se enfrenta a 15 Panzer inutilizando 11 de ellos . Rommel había sido informado el 5 de diciembre por el Mando Supremo italiano que el suministro no puede mejorar hasta el final del mes cuando el transporte aéreo desde Sicilia comenzaría. Al darse cuenta de que el éxito era ahora poco probable decidió reducir su frente y acortar sus líneas de comunicación abandonando el frente de Tobruk y partir hacia Gazala. Esto llevó a la liberación completa de Tobruk y la ocupación de la totalidad de la Cirenaica antes de fin de año.